# Giuseppe Beghelli
Giuseppe Beghelli (Briga Marittima, 11 settembre 1847 – Nizza, 17 febbraio 1877) è stato uno scrittore e giornalista italiano.

## Biografia
Nato a Briga Marittima in alta val Roia nell'allora Contea di Nizza sabauda, giornalista di tendenze repubblicane, studiò dapprima nel seminario di Nizza e successivamente nel Collegio convitto civico. Nel 1866 si arruolò come volontario garibaldino nel Corpo Volontari Italiani di Giuseppe Garibaldi e combatté in Trentino nella terza guerra d'indipendenza.
Nel 1870, in occasione della guerra franco-prussiana, andò come volontario in Francia al seguito di Garibaldi, partecipando alla campagna dei Vosgi e allo stesso tempo facendo cronaca per la Gazzetta di Torino.
Dopo gli eventi della Comune di Parigi, Beghelli si avvicinò all'Associazione Internazionale dei Lavoratori e fu il delegato della Federazione operaia torinese al congresso delle società operaie italiane tenutosi a Roma nel novembre 1871. Con la conseguente rottura tra l'ala mazziniana e quella internazionalista, Beghelli passò definitivamente al repubblicanesimo.
Divenuto proprietario del giornale Il Ficcanaso, nel 1873 fondò a Torino un quotidiano dal titolo L'Italia del popolo.
Morì a Nizza a solo 29 anni e 7 mesi il 17 febbraio 1877.

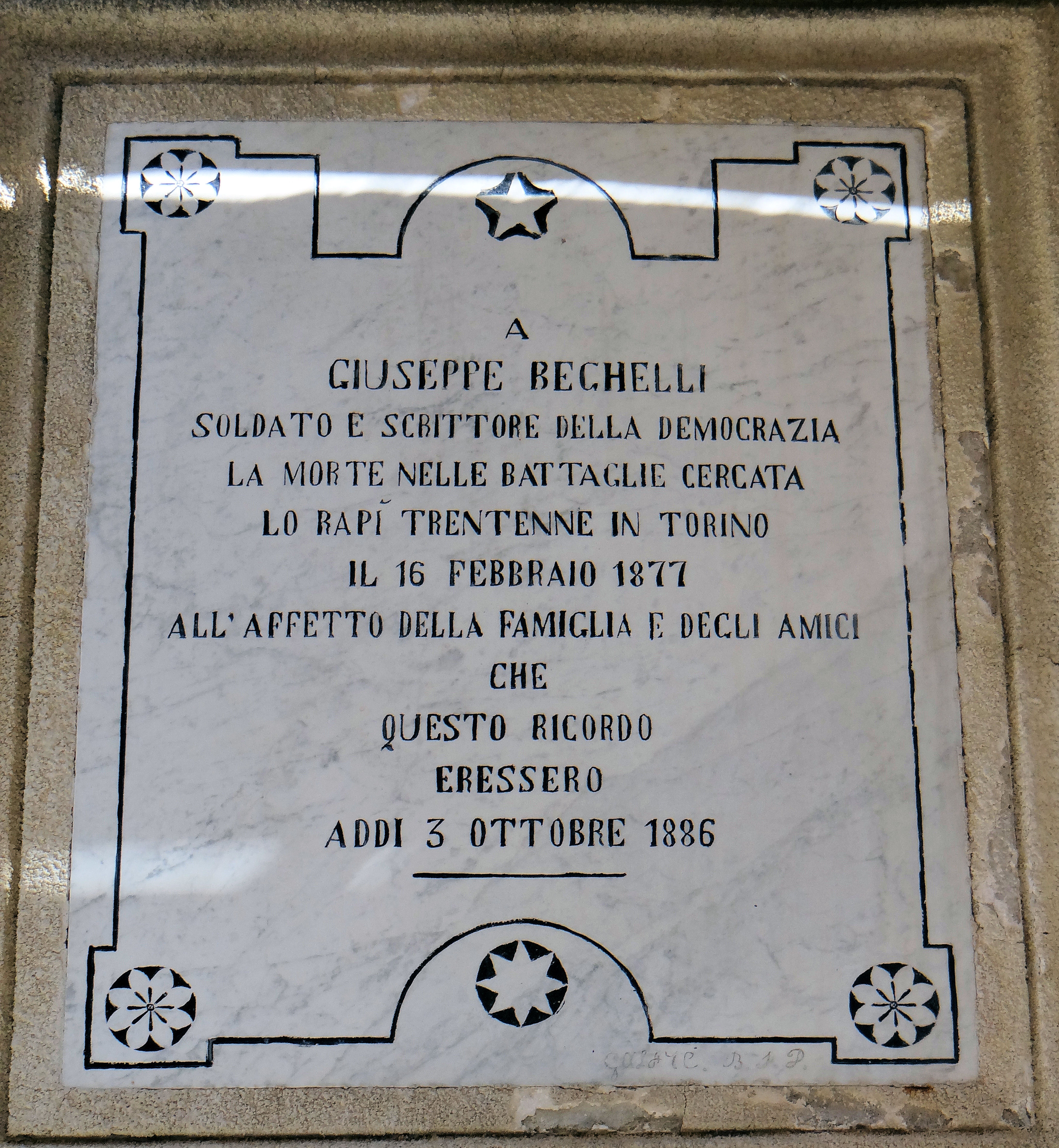
Placca commemorativa in italiano dedicata a Beghelli a Briga Marittima.

## Opere principali
- I diavoli della terra, Torino, 1870.
- La camicia rossa in Francia, Torino, Stab. G. Civelli, 1871.
- Grimaldi-Lascaris ed i bastardi di casa Savoia, Torino,  E. Ronchetti, 1872. Romanzo d'ambiente "brigasco", infatti i Lascaris erano proprio di Briga.
- La repubblica romana del 1849, Torino, Tipografia e lit. Perrin, 1873.
- Repubblicani e costituzionali. Breve risposta di G. Beghelli all'opuscolo bolognese I repubblicani d'Italia, Torino-Chieri, Tipografia G. Baglione e C., 1877.